# Pavlinska pjesmarica
Pavlinska pjesmarica je hrvatska crkvena pjesmarica za liturgijsku glazbu. Spada među najkorištenije hrvatske crkvene pjesmarice i najstarija je među njima. Sastavili su ju pavlini 1644. godine. Dijelom je opsežnijega rukopisnog Pavlinskog zbornika tekstova crkvenog karaktera, danas pohranjenog u Nacionalnoj i sveučilišnoj knjižnici u Zagrebu. Hrvatska pošta objavila je 20. lipnja 1994. poštansku marku na temu ove pjesmarice, a autor je akademski slikar Zlatko Keser.
Pjesmarica se sastoji od 52 napjeva podijeljena u osam kategorije: Adventske, Božićne i novogodišnje, Korizmene, Uskrsne, Spasovske, Duhovske, Tijelovske i Ostale.
Spada u najvrjednije ranobarokne spomenike hrvatske kulture. Prva je (zasad) poznata rukopisna zbirka jednoglasnih napjeva, nabožnih pjesama nastala u Hrvatskoj i za uporabu u Hrvatskoj. Nije puka podudarnost da su ju sastavili pavlini. Njima je glazba bila sastavni dio redovničkog života, jer sedam puta dnevno mole i pjevaju u koru. U povijesti umjetnosti i crkvenoj glazbi često se ističe pavlinski doprinos crkvenomu pjevanju, što je potvrđivano ostavštinu crkvenih orgulja te podatcima o liturgijskim knjigama i zbirkama popijevaka.